# Рудник Жетково
Рудник Жетково — населенный пункт в Балейском районе Забайкальского края России в составе сельского поселения «Нижнегирюнинское».

## География
Село находится в южной части района на расстоянии примерно 34 километров по прямой на юг-юго-восток от города Балей. 
Климат
Климат характеризуется как резко континентальный с продолжительной холодной малоснежной зимой. Абсолютный минимум температуры воздуха самого холодного месяца (января) составляет −45,5 °C; абсолютный максимум самого тёплого месяца (июля) — 39,2 °C. Среднегодовое количество атмосферных осадков составляет 308,3 мм.
Часовой пояс
Населенный пункт Рудник Жетково находится в часовой зоне МСК+6. Смещение применяемого времени относительно UTC составляет +9:00.

## Население
Постоянное население составляло 95 человек в 2002 году (русские 100%), 69 человек в 2010 году.